# Wiesław Tarka
Wiesław Karol Tarka (Bydgoszcz, 3. lipnja 1964.), poljski diplomat, bivši veleposlanik u Hrvatskoj (2008–2012) i Švedskoj (2014–2018).
Diplomirao i magistrirao na Fakultetu Neofilologije Varšavskog sveučilišta u području Njemačkog jezika. Od 1991. do 1996. g. radio je u Veleposlanstvu Republike Poljske u Stockholmu. Od 2005. do 2007. g. bio je pomoćnik ministra unutarnjih poslova. Od 2008. do 2012. g. obnašao je dužnost Veleposlanika Republike Poljske u Hrvatskoj i, od 2014. do 2018. g., u Švedskoj. Sada odgovara u Ministarstvu vanjskih poslova za Berlinski proces.
Dodijeljeno mu je odlikovanje Order Polonia Restituta 5. reda (2012.) i za razvijanje dobrih odnosa između Republike Hrvatske i Republike Poljske Red kneza Branimira s ogrlicom (2012.).
Govori poljski, engleski, njemački, švedski, hrvatski, ruski, francuski.